# Altopiano di Foster
L'altopiano di Foster, centrato alle coordinate 64°43′S 61°25′W, è un altopiano completamente ricoperto dai ghiacci situato nella Terra di Graham, in Antartide, in particolare nell'entroterra della costa di Danco. I confini dell'altopiano, la cui altezza varia tra i 1700 e i 1900 m s.l.m. e che si estende per circa 47 km in direzione est/ovest, sono segnati a nord dall'estremità meridionale dell'altopiano di Herbert e dal ghiacciaio Drygalski e a sud dal ghiacciaio Hektoria, mentre all'estremità orientale è presente il picco Andersson e a quella occidentale l'altopiano Proibito.
Dai versanti dell'altopiano fluiscono diversi ghiacciai, tra i quali il grande ghiacciaio Drygalski, che fluisce verso sud-est ed è alimentato in parte dalle nevi che scendono dal versante settentrionale dell'altopiano, l'Hektoria, che scorre verso sud alimentato dalle nevi che invece scendono dal versante meridionale,  e i più piccoli Renard e Leonardo che fluiscono rispettivamente verso nord e verso nord-ovest.

## Storia
L'altopiano di Foster fu fotografato durante ricognizioni aeree effettuate nel 1956-57 nel corso della spedizione di ricognizione aerea delle Isole Falkland e delle dipendenze e mappato per la prima volta da cartografi del British Antarctic Survey, che all'epoca si chiamava ancora Falkland Islands and Dependencies Survey (FIDS). La formazione fu così battezzata nel 1960 dal comitato britannico per i toponimi antartici in onore di Richard A. Foster, comandante della stazione del FIDS sulla costa di Danco  nel 1956 e nel 1957.